# Cyclodinus mundulus
Cyclodinus mundulus är en skalbaggsart som först beskrevs av Sharp 1885.  Cyclodinus mundulus ingår i släktet Cyclodinus och familjen kvickbaggar. Inga underarter finns listade i Catalogue of Life.